# بسته غیرمنتظره
بستهٔ غیرمنتظره (به انگلیسی: Surprise Package) یک فیلم کمدی آمریکایی به کارگردانی استنلی دانن است که در سال ۱۹۶۰ منتشر شد.
از بازیگران آن می‌توان به یول برینر، میتزی گینور، نوئل کاوارد و دنی گرین اشاره کرد.

## خلاصه داستان
یک تبهکار آمریکایی که در جزیره‌ای یونانی زندگی می‌کند به همراه یک پادشاهِ عزل‌شده، تصمیم می‌گیرند نقشه‌ای طراحی کنند و تعدادی از جواهراتِ تاجِ سلطنتی را بدزدند.